# Корнійко Олександр Сергійович
Олекса́ндр Сергі́йович Корні́йко (нар. 20 серпня 1994, с. Петрівка-Роменська, Гадяцький район, Полтавська область, Україна — пом. 16 лютого 2017, смт Зайцеве, Бахмутський район, Донецька область, Україна) — солдат Збройних сил України, десантник, учасник російсько-української війни, псевдо «Чорний».

## Життєпис
Народився 1994 року в селі Петрівка-Роменська Гадяцького району Полтавщини. 2000 пішов у перший клас Петрівсько-Роменської загальноосвітній школі ім. М. Є. Пігіди. З 2004 мешкав у місті Гадяч, де продовжив навчання у Гадяцькій спеціалізованій школі-інтернаті імені Є. П. Кочергіна, 2010 року закінчив 9-й клас школи. Здобув фах слюсаря з ремонту сільськогосподарських машин та устаткування, тракториста-машиніста сільськогосподарського виробництва, водія автотранспортних засобів категорії «С» у Гадяцькому вищому професійному аграрному училищі. Після завершення навчання у 2013 році повернувся працювати до рідного села.
Захоплювався бойовими видами спорту. Мріяв про військову кар'єру, готувався до вступу на офіцерські курси до Одеської військової академії. В лютому 2015 вступив добровольцем до лав Збройних сил України, підписав контракт.
Солдат, кулеметник 3-го парашутно-десантного взводу 6-ї парашутно-десантної роти 2-го парашутно-десантного батальйону 25-ї окремої повітряно-десантної бригади, в/ч А1126, смт Гвардійське, Дніпропетровська область.
З 2015 року виконував завдання на території проведення антитерористичної операції на Сході України. За два роки служби став одним з найкращих кулеметників свого батальйону.
Загинув 16 лютого 2017 року близько 12:00 від вогнепального поранення у шию під час обстрілу взводного опорного пункту поблизу смт Зайцеве, що на північ від окупованої Горлівки.
Похований на кладовищі рідного села Петрівка-Роменська.
Залишились батьки.

## Нагороди та вшанування
- Орден «За мужність» III ступеня (10.04.2017, посмертно), — за особисту мужність, виявлену у захисті державного суверенітету та територіальної цілісності України, самовіддане виконання військового обов'язку[2].
- Відзнака Полтавської обласної ради «За вірність народу України» І ступеня (посмертно).